# KS Gedania Danzig
Maillots
Le KS Gedania Danzig fut un club de football créée, en 1922, par la minorité polonaise de la ville de Danzig (aujourd'hui Gdańsk, en Pologne). À cette époque Dantzig a un statut international en tant que "Ville libre de Dantzig".
De nos jours, un club reconstitué après la Seconde Guerre mondiale, en porte l'héritage c'est le KS Gedania Gdańsk.

## Le club
Le 15 septembre 1922, des membres de la minorité polonaise vivant à Danzig donnèrent un club de sports qu'ils dénommèrent Polonia Danzig. Mais les responsables allemands qui sont majoritaires dans la ville refusèrent. Le club s'appela alors Gedania Danzig. "Gedania" est la version latine du nom polonais de la ville: Gdansk.
En 1931, une section de football fut créée par le club. Deux ans plus tard, en Allemagne, Adolf Hitler et son NSDAP arrivèrent au pouvoir. Immédiatement, les pays fut mis sous la coupe d'extrémistes qui entre autres réorganisèrent les structures sportives. Le championnat de football fut réorganisé en 16 Gauligen. La province de Prusse-Orientale eut la Gauliga Prusse orientale. Les équipes de la ville de Danzig y furent conviées.
Gedania Danzig n'obtint pas de résultats extraordinaires, même si en 1936-1937 et 1937-1938, il termina à la 2e place de cette "Gauliga".
Après l'envahissement de la Pologne et le déclenchement de la Seconde Guerre mondiale, le club, tout comme la population polonaise dont il était issu, fut brimé. Le Gedania Danzig fut prié de se dissoudre. Les équipements sportifs furent brûlés alors que les trophées furent soit volés, soit emportés.

## Repères historiques
- 1922 - Fondation de KS POLONIA DANZIG, à la suite du refus des autorités allemandes, le club adopta le nom de KS GEDANIA DANZIG.
- 1931 - Création d'une section football.
- 1939 - Dissolution de KS GEDANIA DANZIG sur ordre des Nazis.
- 1946 - Reconstitution de KS GEDANIA DANZIG sous le nom de KS GEDANIA GDANSK

## Renaissance
Après la guerre, le club fut reconstitué sous l'appellation Gedania Gdańsk. Les premières années furent particulièrement pénibles car le pays était dévasté et les fonds manquaient terriblement. Le club n'avait plus la moindre installation sportive à sa disposition. À partir de 1956, la situation s'améliora et le club put avoir quelques finances. 

## De nos jours
En 2010-2011, Gedania Gdańsk joue dans la ligue régionale, groupe de Gdańsk I. Le club compte aussi une section "Volley" et "Aviron".

## Anciens joueurs
- Krzysztof Adamczyk
- Roman Korynt
- Rafal Murawski